# Poppy Liu
Poppy Liu (柳波; pinyin: Liǔ Bō) es una actriz, activista y poeta china-estadounidense, conocida por sus papeles en las comedias Sunnyside, Hacks e iCarly.

## Primeros años y educación
Liu nació en Xi'an, China. Su familia se mudó a Minnesota cuando ella tenía dos años mientras su padre, un profesor de ingeniería, obtenía un segundo doctorado. Durante este tiempo, su madre asistía a clases nocturnas de programación informática y trabajaba en hoteles y McDonald's. La familia regresó a China cuando Liu tenía 14 años, donde asistió a una escuela estadounidense en Shanghai. Durante la escuela secundaria, se interesó en la actuación y participó en danza china, ballet y teatro. 
Liu asistió a la Universidad Colgate en Hamilton, Nueva York, y se especializó en estudios de la mujer y teatro. Se graduó en 2013.

## Carrera
Después de graduarse, Liu fundó la compañía de producción Collective Sex, con el objetivo de descolonizar la narración y eliminar los estigmas en torno al sexo y la identidad. En 2018, estrenó su cortometraje Names of Women en la ciudad de Nueva York, que también realizó giras por todo el país en campus universitarios y organizaciones reproductivas. La película se realizó con un equipo compuesto exclusivamente por mujeres y está basada en una historia real de aborto. 
En 2019, Liu tuvo un papel protagónico en la comedia de situación de NBC Sunnyside, que se trasladó a Hulu después de cuatro episodios. Liu también ha tenido papeles en New Amsterdam, Law & Order: Special Victims Unit y Better Call Saul. Tuvo un papel recurrente como crupier de blackjack de un comediante rico en la comedia de situación de HBO Max de 2021 Hacks, y un papel recurrente000 como la intérprete Double Dutch en la comedia de situación de Paramount+ de 2021 iCarly.

## Vida personal
Liu es una doula y ofrece servicios gratuitos a mujeres de color y personas transgénero. Liu es también una persona no binaria, usa los pronombres «ella» y «elle» y se identifica como queer. En 2015 tuvo un aborto, lo que la inspiró a crear un cortometraje. 
Liu conoció a Jonah Tucker en 2020 y posteriormente comenzó a salir con él. Dio a luz a su primer hijo con Tucker en 2022.

## Filmografía

### Cine
| Año  | Título                 | Papel           | Notas |
| ---- | ---------------------- | --------------- | ----- |
| 2018 | Summon                 | Maniquí         | Corto |
| 2019 | Safe Among Stars       | Jia             | Corto |
| 2020 | Flourish               | Lazer           | Corto |
| 2020 | To Do                  | Steph           | Corto |
| 2020 | Certified Black Genius | Maisa           | Corto |
| 2024 | The Tiger's Apprentice | Serpiente (voz) |       |
| 2024 | Space Cadet (película) | Nadine Cai      |       |
| 2025 | Dog Man                | Mayordomo (voz) |       |

### Televisión
| Year      | Title                         | Role              | Notes                         |
| --------- | ----------------------------- | ----------------- | ----------------------------- |
| 2018      | New Amsterdam                 | Amy Chiang        | 1 episode                     |
| 2018–2019 | Mercy Mistress                | Señora Yin        | Papel principal               |
| 2019      | Law & Order: SVU              | Hannah Berkowitz  | 1 episodio                    |
| 2019      | Sunnyside                     | Mei Lin           | Papel principal               |
| 2020–2022 | Better Call Saul              | Jo                | 4 episodios                   |
| 2021–2022 | Hacks                         | Kiki              | Papel recurrente, 8 episodios |
| 2021–2022 | iCarly                        | Double Dutch      | 4 episodios                   |
| 2022      | Dollface                      | Lotus Dragon Bebe | 1 episodio                    |
| 2022      | Tales of the Walking Dead     | Amy               | 1 episodio                    |
| 2022      | Wedding Season                | Mitzi             | 2 episodios                   |
| 2023      | History of the World, Part II | Ehri Khan         | 1 episodio                    |
| 2023      | Dead Ringers                  | Greta             | Papel principal               |
| 2023      | American Born Chinese         | Princesa Iron Fan | Papel recurrente, 3 episodios |
| 2023      | The Afterparty                | Grace Zhu         | Papel principal, temporada 2  |
| TBA       | No Good Deed                  | Sarah             | Próxima serie                 |